# Wilmersdorf
Wilmersdorf är en stadsdel i Berlins sydvästra innerstad, söder om den kända avenyn Kurfürstendamm.  Den ingår i stadsdelsområdet Charlottenburg-Wilmersdorf sedan dess bildande 2001.  Stadsdelen Wilmersdorf har 94 633 invånare (2012) och består till större delen av tätbebyggda innerstadskvarter.

## Historia

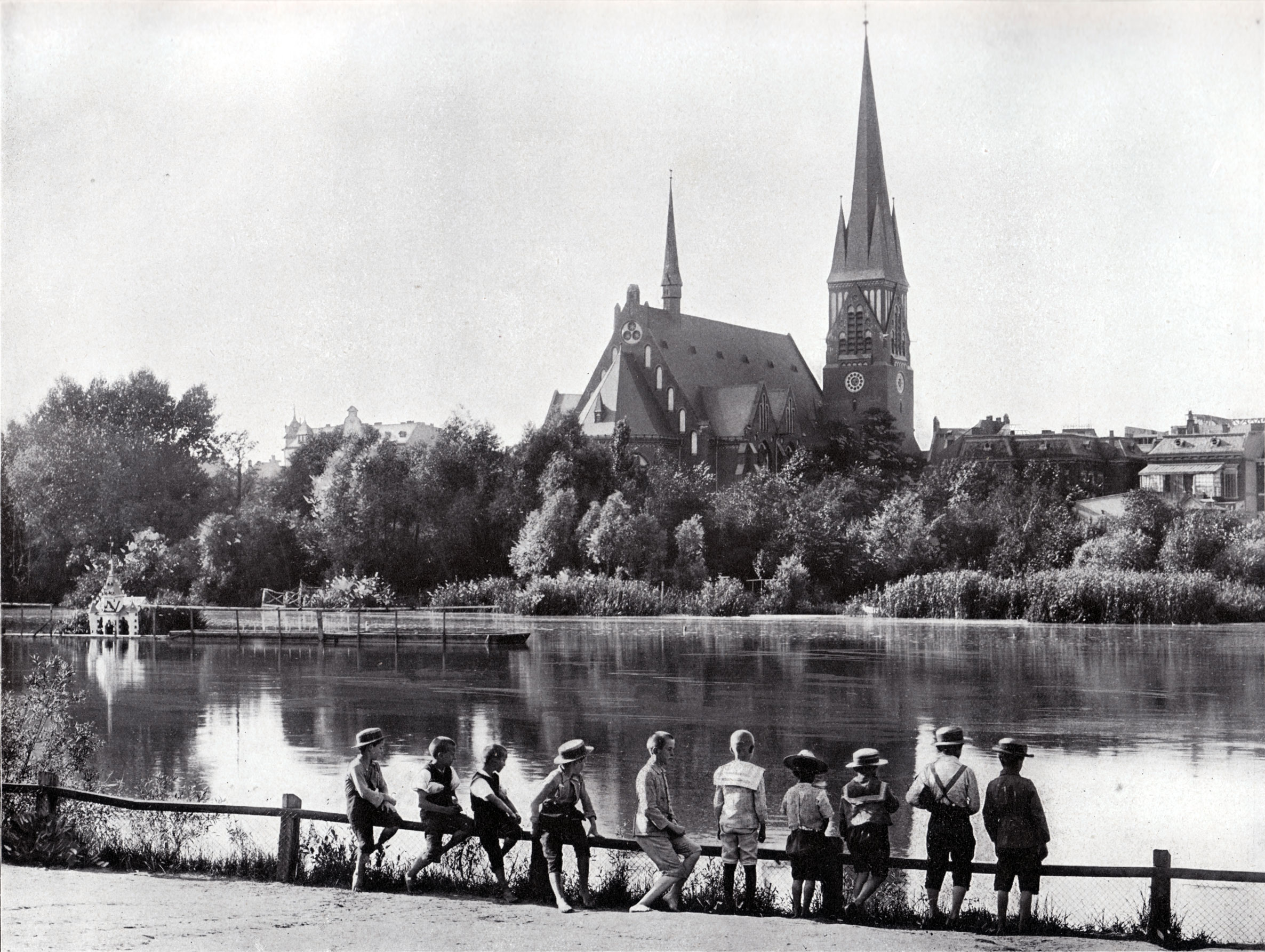
Bykyrkan och Wilmersdorfer See omkring år 1900.

Stadsdelen är uppkallad efter byn Wilmersdorf, som grundades på platsen under Ostsiedlung-perioden på 1200-talet. Den ursprungliga bygatan utgör idag gatan Wilhelmsaue i Wilmersdorf.  Det tidigaste skriftliga belägget för byns existens är från 1293, under namnet Wilmerstorff.    Från 1700-talets mitt kom den lantliga byn utanför Berlin att gradvis urbaniseras och bebyggas av Berlinbor som flyttade ut från stadskärnan.  Flera av traktens markägande storbönder blev mycket förmögna på att sälja sin mark och fastighetsspekulation när Berlins ringbana och nya stadskvarter byggdes under mitten av 1800-talet, och de nyrika markägarna kom därför att kallas Millionenbauern (miljonbönder).
Under 1900-talets första decennier kom stadsdelen att bli helt bebyggd med hyreshusbebyggelse, och många av traktens större hyreshuskvarter och offentliga byggnader, inklusive rådhuset och omkringliggande kvarter vid Fehrbelliner Platz, härrör från perioden mellan 1920 och 1945.  Wilmersdorf fick stadsrättigheter som Deutsch Wilmersdorf 1906 och införlivades med Stor-Berlin 1920. Under Weimarrepubliken hade stadsdelen en stor judisk befolkning och var känd som konstnärs- och författarkvarter; bland andra Heinrich Mann, Anna Seghers, George Grosz och Egon Erwin Kisch verkade i Wilmersdorf.
Efter andra världskriget blev Wilmersdorf en centralt belägen stadsdel i Västberlin under Berlins delning, fram till 1990, och ingick i den brittiska ockupationssektorn. Fram till 2000 var stadsdelen del av stadsdelsområdet Wilmersdorf, som 2001 uppgick i Charlottenburg-Wilmersdorf.

## Kommunikationer
Berlins stadsmotorväg A 100 genomkorsar stadsdelen.  
Berlins pendeltåg har flera stationer på Berlins ringbana i stadsdelen, Hohenzollerndamm, Heidelberger Platz och Bundesplatz. Stadsdelen genomkorsas även av tunnelbanelinjerna U3, U7 och U9.

## Kända gator och platser
- Bundesallee
- Fasanenstrasse
- Fehrbelliner Platz
- Hohenzollerndamm
- Kurfürstendamm (större delen ligger i Charlottenburg)
- Uhlandstrasse
- Birger-Forell-Platz

## Religiösa byggnader
- Svenska Victoriaförsamlingen i Berlin, Svenska kyrkans församling i Berlin.

## Kända invånare
- Jérôme Boateng, fotbollsspelare, är uppväxt i Wilmersdorf.

## Externa länkar

Bezirk Wilmersdorfs tidigare vapen